# Men in Black – Sötét zsaruk 2.
A Men in Black – Sötét zsaruk 2. (eredeti cím: Men in Black 2.) 2002-ben bemutatott amerikai akcióvígjáték, Barry Sonnenfeld rendezésében. A főszerepet ismét Will Smith és Tommy Lee Jones játssza.
Az Amerikai Egyesült Államokban 2002. július 3-án, Magyarországon július 18-án volt a premierje.

## Cselekmény
Az 1970-es években a zarthaiak megkérték a feketeruhásokat, hogy rejtsék el legértékesebb kincsüket, a „Zartha fényét” a gonosz Serleena elől. Ám a feketeruhások tudták, hogy ezzel a Földet veszélybe sodornák, ezért a zarthaiak elrejtették a fényt egy másik bolygón. Serleena 2002-ben visszatér a Földre, ahol egy újságban meglátott nő alakját felvéve indul el megkeresni a fényt,  és közben minden útjába álló bolygót elpusztít.
J ügynök a New York-i Men in Black (MIB), az idegenek tevékenységét ellenőrző ügynökségnél töltött öt év alatt a legfőbb ügynökké lépett elő.
Hirtelen felbukkan Serleena, egy gonosz kylotikus szörnyeteg, aki egy fehérneműmodell alakját vette fel. A „Zartha Fényét” keresi, amelyet a zarthaiak 25 évvel korábban hoztak a Földre, hogy elrejtsék. A Men in Black azonban nem tarthatta meg azt a Föld semlegességének fenntartása érdekében, és elvileg az űrbe küldték. Úgy tűnik azonban, hogy az ügyet akkoriban vezető ügynök elrejtette valahol a Földön. A Fény olyan erős, hogy birtokosa teljes uralmat gyakorolhat a Zartha bolygó felett.
De előbb J ügynöknek egy gyilkossági ügyben kell nyomoznia egy földönkívüli ellen, aki embernek álcázva egy pizzériát vezet.
A nyomozás alatt találkozik Laura Vasquez alkalmazottal, aki szemtanúja volt az incidensnek, és J megkapja az első nyomokat Serleena és a „Zartha fénye” kapcsán. A cselekmény fontos része J ügynök és Laura Vasquez (Rosario Dawson) kapcsolata, aki egy Soho pizzéria pincérnője, és aki szemtanúja volt annak, ahogy Serleena meggyilkolta a főnökét, amikor az nem volt hajlandó elárulni neki a „Zartha fényének” helyét. A Men in Black előírásaival ellentétben, amik szerint törölnie kellene az emlékeit, J megengedi neki, hogy megtartsa azokat.
Ahogy Laura egyre jobban belekeveredik a Serleena és a MIB közötti harcba, J a védelmezőjévé válik, közben beleszeret.
J ügynök követi a nyomokat, és további nyomokat talál a MIB archívumában: 25 évvel ezelőtt régi társát, K ügynököt bízták meg az üggyel. Ennek az ügynöknek azonban kitörölték az emlékeit a MIB-ről, amikor öt évvel ezelőtt távozott, hogy újra beilleszkedjen a társadalomba, és most valódi nevén, Kevin Brown néven főpostamester Massachusettsben.
Eközben a zarthaiak ultimátumot adnak. Azt követelik a földlakóktól, hogy adják át a Fényt, különben elpusztítják a Földet. Ha azonban a Fény Serleena kezébe kerül, elpusztítja a Zartha bolygót. Mivel K az egyetlen, aki megmentheti a Földet és Zartha-t, J-nek vissza kell szereznie az emlékeit és K ügynököt egy de-neuralizátorral.
J megpróbálja de-neuralizálni Brownt, közben Serleena betör a Men in Black főhadiszállására, és minden külső bejáratot elzár, de a főhős és Brown elmenekül a helyszínről. Mivel a de-neuralizálás nem sikerült, mindketten Jack Jeebshez mennek, aki az egyetlen (nem hivatalos) de-neuralizáló volt. J ezután azt kívánja majd, bárcsak újra számíthatna régi társa segítségére, de van egy probléma: nem emlékszik semmire, és mindent el kell mondania neki.
Serleena elfoglalja a MIB főhadiszállását, és fogva tartja a személyzetet és az idegeneket. K és J elmenekülnek az elfogás elől a MIB főhadiszállásáról.
Azonnal felkeresik az idegen orgazdát, Jack Jeebs-t, aki illegálisan lemásolt egy de-neuralizálót. Mivel azonban az eszközt még soha nem próbálták ki, és a jelek szerint nem is működik megfelelően, K ezek után sem emlékszik a „Zartha fényére”, és csak fokozatosan tér vissza a memóriája az MIB-ről. Az önkéntes neuralizációja elé azonban nyomokat helyezett, hogy vészhelyzet esetén újra megtalálja a Fényt. A két társ együtt követi a nyomokat a Fény felé, de Serleena szorosan a nyomukban marad.
A Fényről kiderül, hogy az maga Laura Vasquez, aki születése óta New Yorkban él, és semmit sem tud valódi kilétéről. Valójában ő Zartha trónjának örököse. A féregfélék segítségével K és J felszabadítják a MIB főhadiszállását. Serleena-t felfalja a metróban élő óriásféreg, de a lány képes kiszabadulni belőle.
A végén azt sugallják, hogy K valójában Laura apja, aki szerette a hercegnőt, aki annak idején a Fénnyel érkezett a Földre, és megkérte, hogy rejtse el a Fényt. Az utolsó pillanatban, az ultimátum lejárta előtt Laura visszaküldhető Zarthába. J-nek, aki beleszeretett a lányba, nehéz szívvel kell ezt elfogadnia. K-val együtt lelövik Serleena-t, aki addig üldözte Laurát.

## Szereplők
| Szereplő                             | Színész                   | Magyar hang          |
| ------------------------------------ | ------------------------- | -------------------- |
| Kevin Brown/K ügynök                 | Tommy Lee Jones           | Rajhona Ádám         |
| James Edwards/J ügynök               | Will Smith                | Reisenbüchler Sándor |
| Z ügynök                             | Rip Torn                  | Kránitz Lajos        |
| Serleena                             | Lara Flynn Boyle          | Tóth Enikő           |
| Laura Vasquez                        | Rosario Dawson            | Pikali Gerda         |
| Jack Jeebs                           | Tony Shalhoub             | Galkó Balázs         |
| Frank, a mopszli (hangja)            | Tim Blany                 | Gruber Hugó          |
| Scrad / Charlie                      | Johnny Knoxville          | Kossuth Gábor        |
| Jack Jeebs                           | Tony Shalhoub             | Galkó Balázs         |
| T ügynök                             | Patrick Warburton         | Schneider Zoltán     |
| Ben                                  | Jack Kehler               | Besenczi Árpád       |
| Newton                               | David Cross               | Czvetkó Sándor       |
| Hailey                               | Colombe Jacobsen-Derstine | Orosz Helga          |
| Larry Bridgewater kapitány, a vezető | Peter Spellos             | Kardos Gábor         |
| Férfi Harvey kutyával                | Michael Rivkin            | Pethes Csaba         |
| Késes fickó a parkban                | Michael Bailey Smith      | Csík Csaba Krisztián |
| New York-i pasi                      | Howard Spiegel            | Holl János           |
| MIB őr                               | Alpheus Merchant          | Bolla Róbert         |
| M ügynök                             | Michael Jackson           | Fekete Zoltán        |

## Fordítás
- Ez a szócikk részben vagy egészben  a   Men in Black II című német Wikipédia-szócikk fordításán alapul.  Az eredeti cikk szerkesztőit annak laptörténete sorolja fel. Ez a jelzés csupán a megfogalmazás eredetét és a szerzői jogokat jelzi, nem szolgál a cikkben szereplő információk forrásmegjelöléseként.
- Ez a szócikk részben vagy egészben  a   Hombres de negro II című spanyol Wikipédia-szócikk fordításán alapul.  Az eredeti cikk szerkesztőit annak laptörténete sorolja fel. Ez a jelzés csupán a megfogalmazás eredetét és a szerzői jogokat jelzi, nem szolgál a cikkben szereplő információk forrásmegjelöléseként.